# Argyronome roseata
Argyronome roseata är en fjärilsart som beskrevs av Schnaider 1950. Argyronome roseata ingår i släktet Argyronome och familjen praktfjärilar. Inga underarter finns listade i Catalogue of Life.